# 우편주문 신부
우편주문 신부(Mail-order bride)는 저개발국 여성의 사진으로된 카탈로그에서 개발된 국가의 남성이 선택하여 혼인하는 중매혼 또는 그렇게 이주한 신부이다.

## 같이 보기
- 사진 신부
- 매매혼